# Meriania loxensis
Meriania loxensis är en tvåhjärtbladig växtart som beskrevs av Henry Allan Gleason. Meriania loxensis ingår i släktet Meriania och familjen Melastomataceae. IUCN kategoriserar arten globalt som starkt hotad.
Artens utbredningsområde är Ecuador. Inga underarter finns listade i Catalogue of Life.